# Otto Pankok

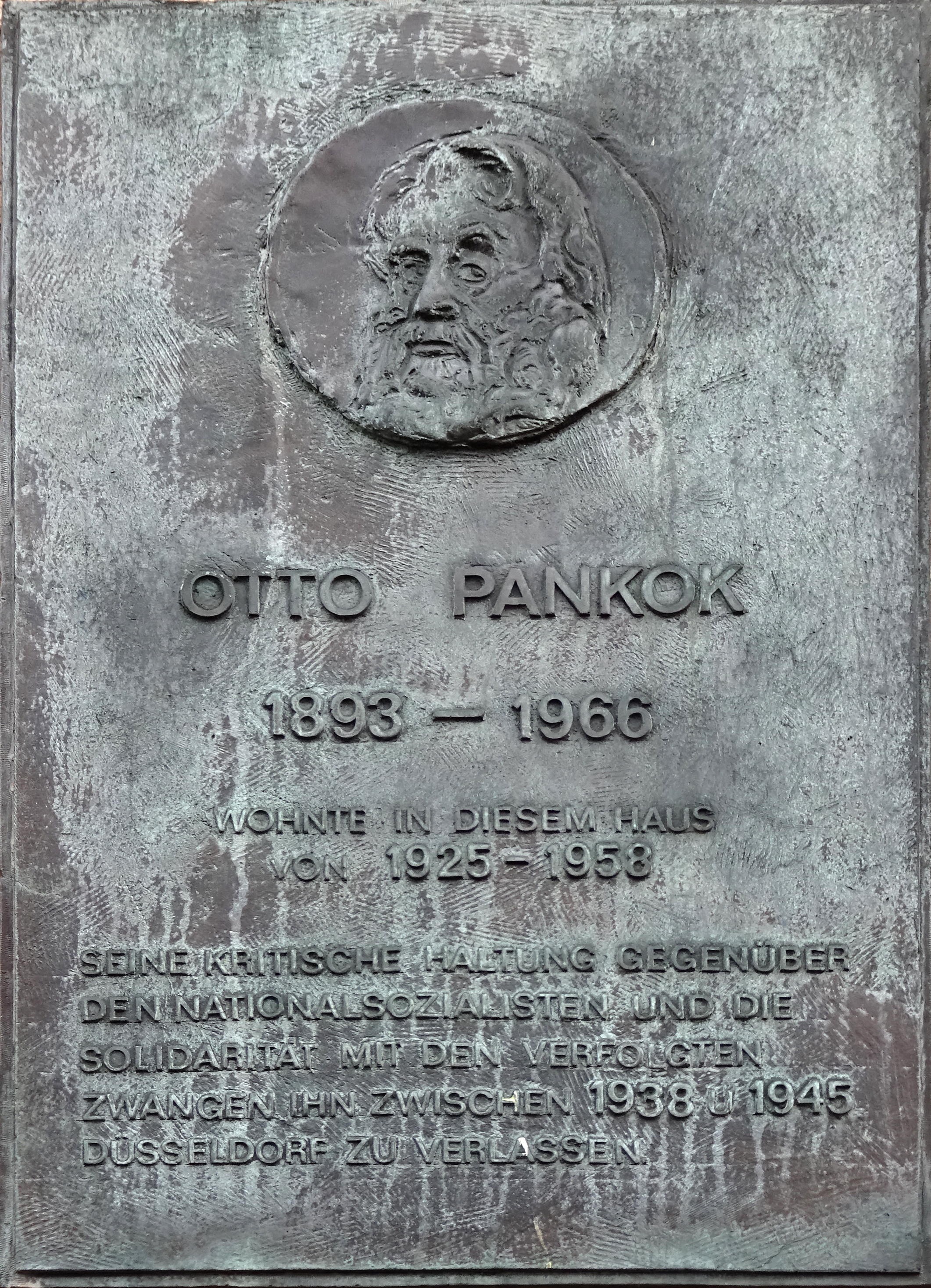
Pamětní deska Otto Pankoka na domě na Brend'amourstrasse 65, Düsseldorf-Oberkassel

 Otto Pankok  (6. června 1893, Mülheim an der Ruhr, Německo – 10. října 1966, Wesel, Německo) byl německý malíř, sochař a tiskař. V roce 1937 byla jeho díla spolu s mnoha dalšími vystavena na výstavě Entartete Kunst v Mnichově.

## Život
Otto Pankok studoval na Bauhaus-Universität Weimar a v Paříži na Académie de la Grande Chaumière. Za první světové války bojoval na francouzské frontě, po zranění byl demobilizován. V roce 1919 se stal členem umělecké skupiny Das Junge Rheinland, k jeho přátelům patřili Otto Dix a Gert Heinrich Wollheim. Zřídil si ateliér ve vesnici Dötlingen a pracoval jako ilustrátor pro noviny Der Mittag. Období nacistického režimu prožil ve vnitřní emigraci.
Pankokovu tvorbu ovlivnil Vincent van Gogh a expresionismus. Vytvořil šest tisíc kreseb uhlem, osm set leptů, pět set litografií a více než dvě stovky soch. Jeho častým tématem byl život Romů. Po válce usiloval o odškodnění těch, kteří přežili porajmos. Známý byl i jeho protiválečný dřevoryt „Christus zerbricht das Gewehr“.
V letech 1947 až 1958 vyučoval na Kunstakademie Düsseldorf. Jeho manželkou byla novinářka Hulda Droste.
V jeho rodném Mülheimu po něm byla pojmenována střední škola Otto-Pankok-Schule. Roku 1968 bylo v Hünxe zřízeno Pankokovo muzeum a v roce 1977 založena nadace Otto-Pankok-Stiftung.

## Galerie

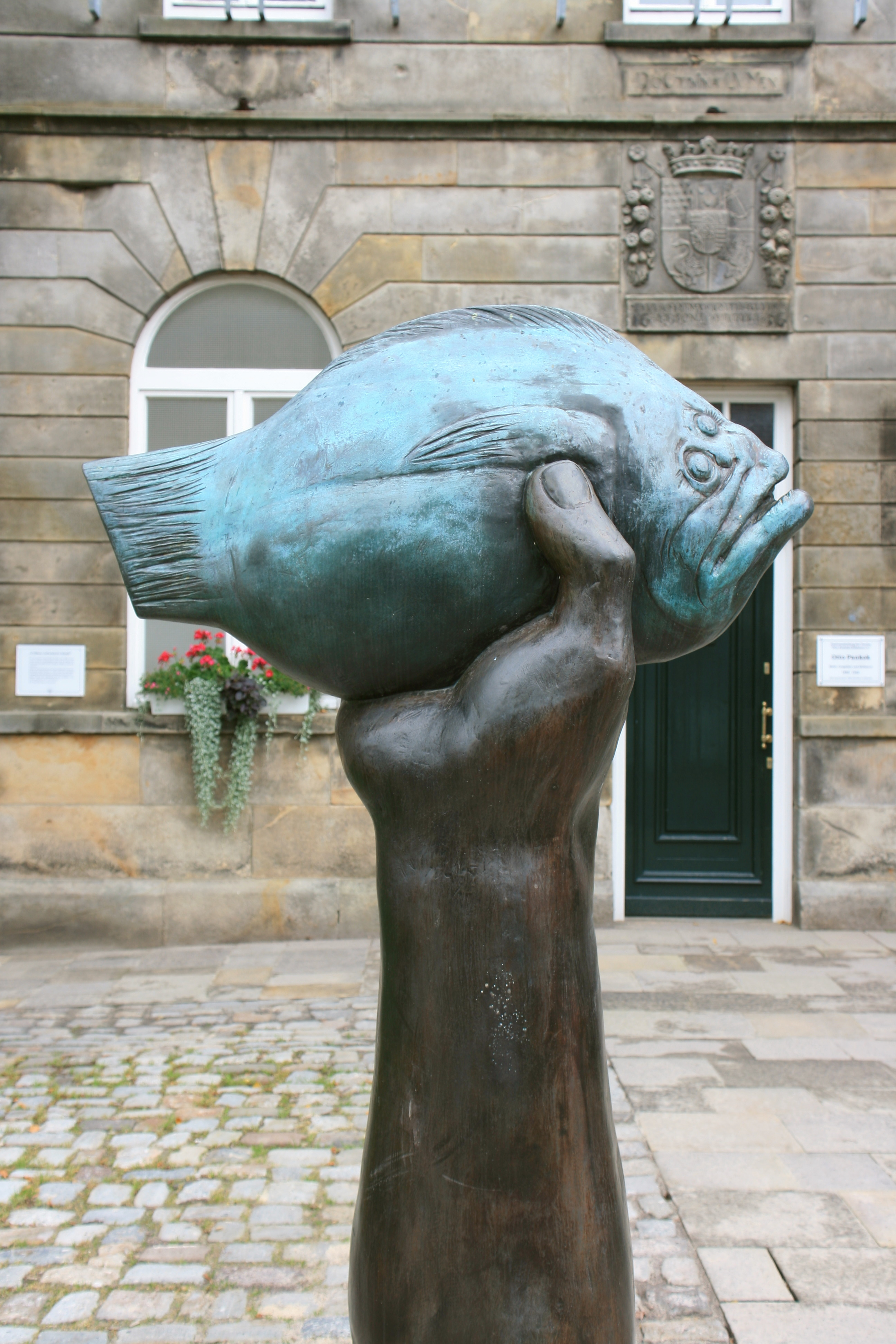
„Butt im Griff“před muzeem Otto Pankoka v Bad Bentheimu
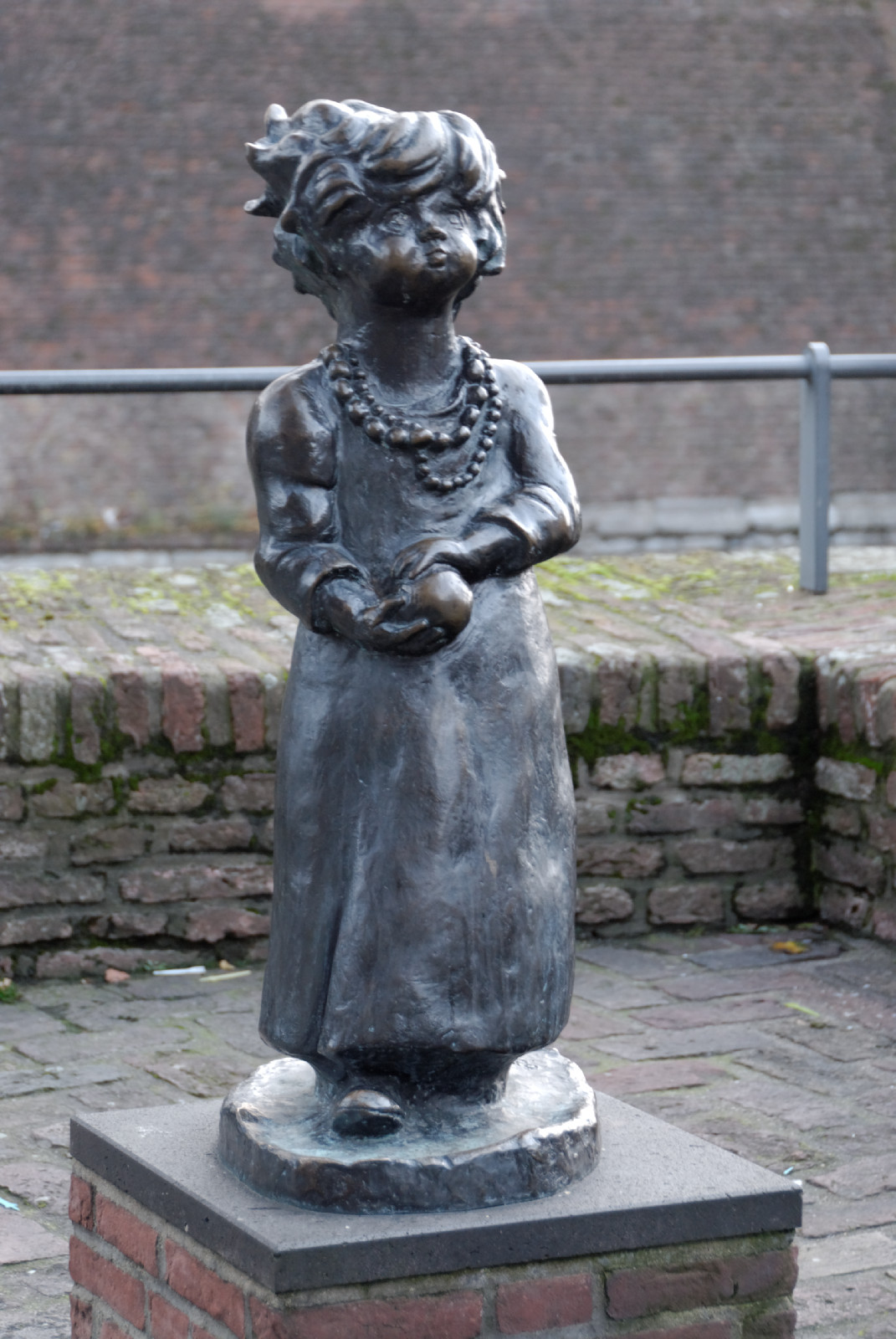
Otto Pankok - Dívka s míčem